# Evarcha hoyi
Evarcha hoyi är en spindelart som först beskrevs av Peckham, Peckham 1883.  Evarcha hoyi ingår i släktet Evarcha och familjen hoppspindlar. Inga underarter finns listade i Catalogue of Life.